# Ian Nelson (actor)
Ian Michael Nelson (Carolina del Norte, Estados Unidos, 10 de abril de 1995) es un actor estadounidense. Interpretó al tributo masculino del Distrito 3 en la adaptación de película de Los Juegos de Hambre, y al joven Derek Hale en la serie de televisión Teen Wolf.

## Vida personal
Nelson es el hijo de Mark y Janie Nelson y es el mayor de cuatro hijos. es también un cantante entrenado, bailarín y actor. Y ha sido presentado en el desfile de Día de acción de gracias de la Macy en la ciudad de Nueva York los pasados tres años.

## Educación
En 2011 y 2012 (10º y 11º grados), Nelson fue a Forsyth Country Day School en Lewisville, Carolina del Norte.[cita requerida]

## Filmografía
| Año  | Título                                               | Función                      | Notas      |
| ---- | ---------------------------------------------------- | ---------------------------- | ---------- |
| 2012 | Los Juegos de Hambre                                 | Chico Tributo del Distrito 3 |            |
| 2012 | El Mundo está Mirando: Haciendo los Juegos de Hambre | Él mismo                     | Documental |
| 2013 | Alone Yet Not Alone                                  | Young Owen                   |            |
| 2014 | Medeas                                               | Micah                        |            |
| 2014 | El Juez                                              | Eric                         |            |
| 2014 | The Best of Me                                       | Jared                        |            |
| 2015 | The Boy Next Door                                    | Kevin                        |            |
| 2017 | Freak Show                                           | Flip Kelly                   |            |
| 2019 | Summer Night                                         | Seth                         |            |

## Televisión
| Año       | Título            | Función          | Notas               |
| --------- | ----------------- | ---------------- | ------------------- |
| 2013–2014 | Teen Wolf         | Derek Hale joven | 3 episodios         |
| 2014      | Mentes criminales | William Pratt    | Episodio: "Hashtag" |

## Teatro[1]
- Amahl Y los Visitantes de Noche – Amahl
- 13 – Archie
- Historia de Lado del oeste – Baby John
- Oliver – Artful Dodger
- Hola, Dolly! – Bailarín presentado
- El Jardín Secreto – Colin Craven
- Eres un Hombre Bueno Charlie Brown – Linus
- Joseph y el Asombroso Technicolor Dreamcoat – Joseph